# Dearing (Kansas)
Dearing – miasto w Stanach Zjednoczonych, w stanie Kansas, w hrabstwie Montgomery.